# Indígena Bolivariano Guajira
Indígena Bolivariano Guajira, également Guajira, anciennement Páez, est l'une des 21 municipalités de l'État de Zulia au Venezuela. Son chef-lieu est Sinamaica. En 2011, la population s'élève à 65 545 habitants.

## Géographie

### Subdivisions
La municipalité est constituée de quatre paroisses civiles avec chacune à sa tête une capitale (entre parenthèses) :
- Sinamaica (Sinamaica) ;
- Guajira (Paraguaipoa) ;
- Alta Guajira (Cojoro) ;
- Elías Sánchez Rubio (El Molinete).